# Hsziangjang
Hsziangjang (kínaiul 襄阳) prefektúra szintű város Kínában, Hupej tartományban. Lakosainak száma 5 260 951 fő (2020).

## Népesség
| 2019 | 5 680 000 |
| 2020 | 5 260 951 |

## Testvérvárosok
- Raleigh
- Columbus